# Cornell Big Red
Cornell Big Red är en idrottsförening tillhörande Cornell University och har som uppgift att ansvara för universitetets idrottsutövning.

## Idrotter
Big Red deltager i följande idrotter:
| Herrar - Amerikansk fotboll - Baseboll - Basket - Brottning - Fotboll - Friidrott - Golf - Hästpolo - Ishockey - Lacrosse - Rodd (lättvikt) - Rodd (tungvikt) - Simhopp - Simning - Sprint football - Squash - Tennis - Terränglöpning | Damer - Basket - Fotboll - Friidrott - Fäktning - Gymnastik - Hästpolo - Ishockey - Lacrosse - Landhockey - Ridsport - Rodd - Segling - Simhopp - Simning - Softboll - Squash - Tennis - Terränglöpning - Volleyboll |

## Idrottsutövare

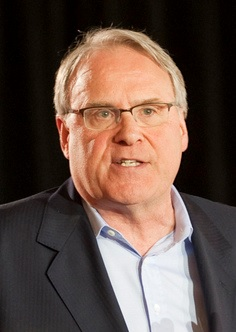
Ken Dryden.

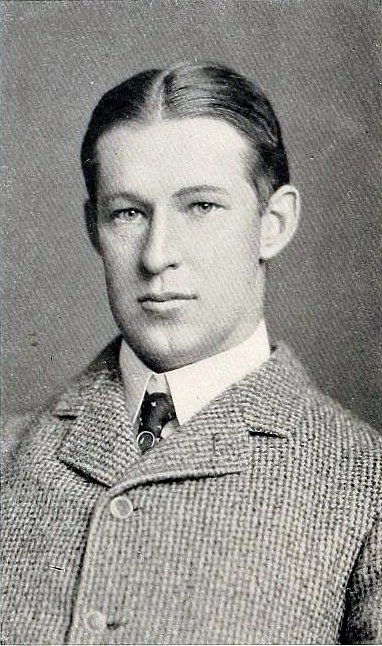
William Larned.

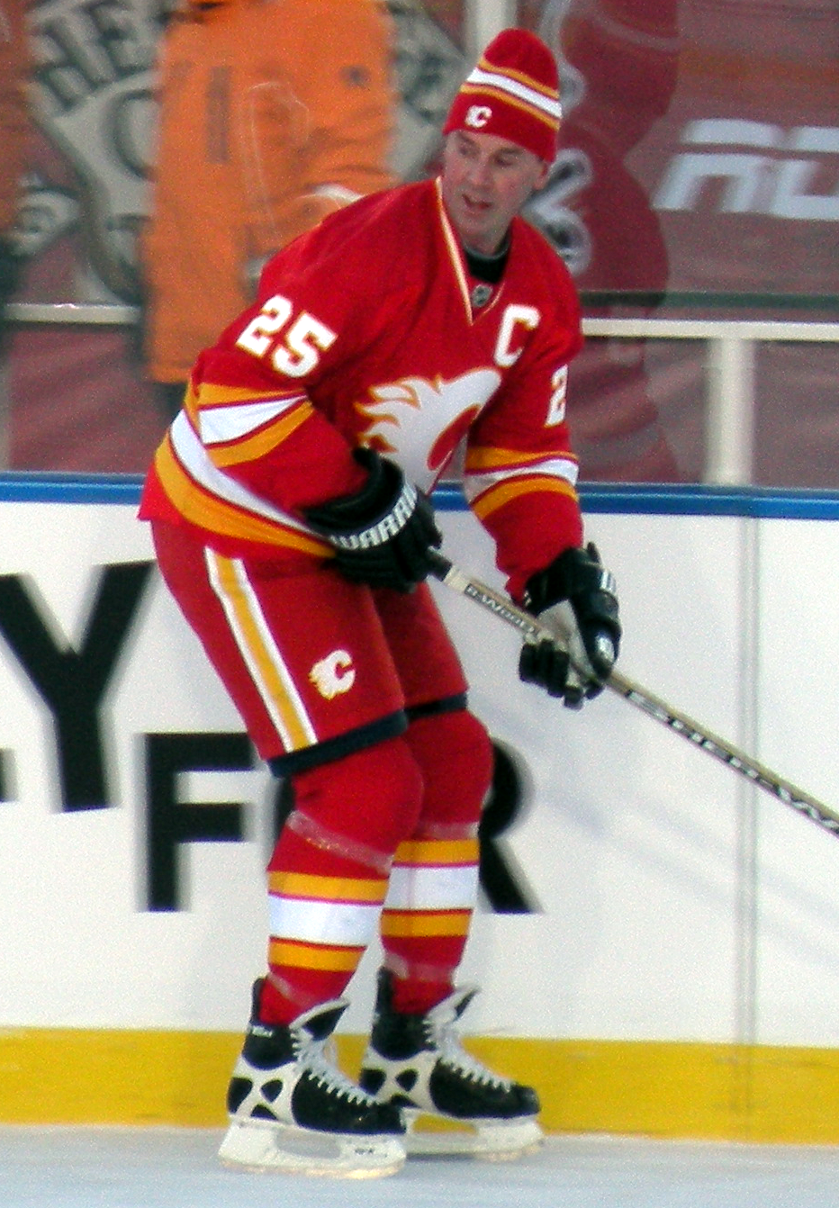
Joe Nieuwendyk.

| Brottning - Christopher Campbell Friidrott - Frank Foss - Meredith Gourdine - Charles Moore - Alma Richards - Bo Roberson - Henry Russell - Garrett Serviss Ishockey - Cam Abbott - Chris Abbott - Anthony Angello - Dana Antal - Cole Bardreau - Morgan Barron - Byron Bitz - Sean Collins - Charlie Cook - Ken Dryden - Brian Ferlin - Laura Fortino - Colin Greening - Brian Hayward | - Ryan Hughes - Mike Iggulden - Brianne Jenner - Rebecca Johnston - David LeNeveu - Sam Malinski - Jeff Malott - Kent Manderville - Matt Moulson - Douglas Murray - Riley Nash - Joe Nieuwendyk - Ryan O'Byrne - Lauriane Rougeau - Ben Scrivens - Matt Stienburg Rodd - David Clark - Marion Greig - Chip Lubsen - Mike Staines Tennis - Francis Hunter - William Larned - Dick Savitt |